# Suché skály
Suché skály (dříve též zvané Kantorovy varhany) jsou národní přírodní památka a dominanta Maloskalska. Z geomorfologického hlediska jsou Suché skály spolu s blízkým Panteonem součástí Ještědsko-kozákovského hřbetu. Tento krajinářsky velice atraktivní a v Čechách poměrně vzácný geomorfologický tvar skalní zdi je od roku 1956 chráněn a od roku 2000 má status národní přírodní památky..Suché skály se nacházejí v nejsevernějším výběžku katastrálního území Besedice, části obce Koberovy v okrese Jablonec nad Nisou v Libereckém kraji.

## Geologie a reliéf
Ve svrchní křídě (asi před 100 miliony lety) zaplavilo, zatím naposledy, českou pánev mělké moře. Dvacet milionů let zde docházelo, v několika fázích, k ukládání mocných vrstev usazenin (pískovce, slínovce...). Ve starším období (cenoman) se při okrajích pánve ukládaly sedimenty později spojené pevným křemitým tmelem (Suché skály, Panteon, Frýdštejn...). V mladším období (koniak) usazené pískovce mají méně pevný tmel (Hruboskalsko, Skály na Mužském...). Při alpínském vrásnění došlo k pohybům podél Lužického zlomu. V oblasti Malé Skály byly vyzdvižené spodní vrstvy křemenných pískovců perucko-korycanského souvrství (věk cenoman) dále tektonicky rozlámány a vztyčeny do polohy rozeklané skalní zdi. Vztyčená kra tvoří jediný skalní hřeben, který na pravém břehu Jizery pokračuje Vranovským hřebenem směrem k Frýdštejnu. Šířka báze hřebene je okolo 80 metrů. Skalní hřeben Suchých skal je asi 1000 m dlouhý. JJZ stěny jsou ve střední části hřebene vysoké 40–80 m a SSV stěny 10–30 m. Pískovce jsou vesměs hrubozrnné, místy přecházejí až do slepenců. Vrstevní plochy jsou subvertikální, vyvlečené při hlavní poruše zóny Lužického zlomu. Hlavním prvkem určujícím tvary skalních kulis jsou 3 soubory zlomů (rovnoběžné se hřebenem, kolmé na hřeben a směr V-Z). Zlomové plochy jsou různě silifikované a proželezené. Významný je výskyt unikátních tektonických zrcadel, přítomná jsou silně silifikovaná tektonická žebra a hustá síť křemenných žilek).

## Přístupnost

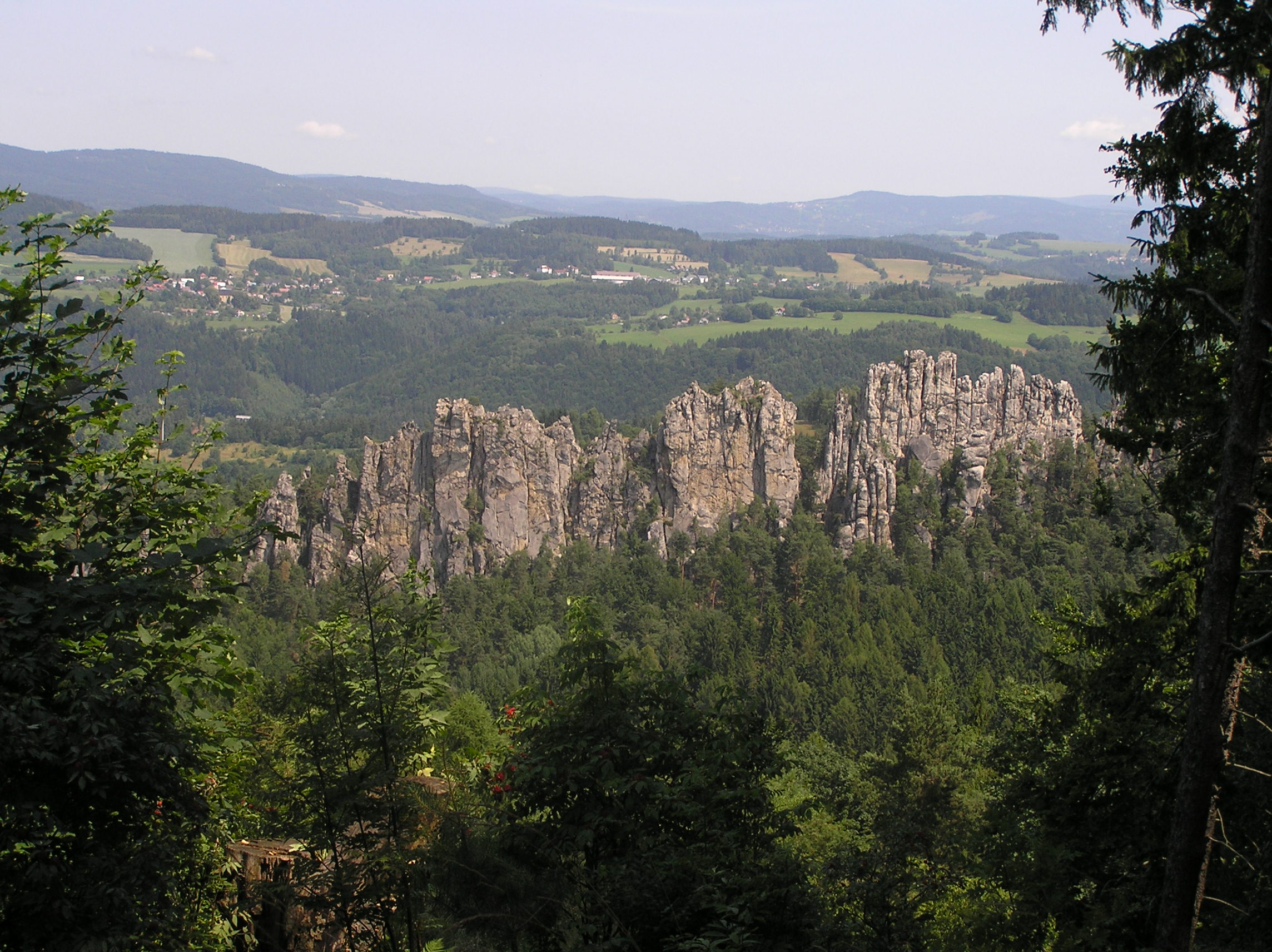
Suché skály od západu z vrchu Sokol

Suché skály jsou dobře přístupné ze silnice vedoucí z Malé Skály do Koberov. Ačkoli Suché skály jsou lákadlem pro turisty, neexistuje v jejich těsné blízkosti žádná značená cesta. Důvodem je bezpečnost, neboť nelze vyloučit pád kamenů vlivem horolezecké činnosti, a zároveň i ochrana již tak dost navštěvované NPP. Strmé dřevěné žebříky mezi skalami byly budovány pro horolezce, kteří jsou zvyklí na pohyb v obtížném terénu. Pokud si chcete vychutnat ideální výhled na panorama skal, pak je lepší vystoupat z Malé Skály po červené značce směrem k Besedicím a na vrch Sokol.

## Horolezectví
Díky geologickému složení (nenasákavý pískovec s křemitým tmelem) jde o jednu z mála oblastí Českého ráje, kde se smí lézt i ma mokré skále. Atraktivitu skal dotváří specifický mezo a mikroreliéf (tektonická zrcadla, tektonická žebra a vyvětrávající křemenné žilky). Z tohoto důvodu jsou Suché skály velmi vyhledávány horolezci.

### Historie
Suché skály byly již od r. 1893 navštěvovány německými lezci z Liberecka, kteří vystoupili na nejvyšší vrcholy hřebene (Ferdinand Siegmund s bratry Matouschkovými, Willy Kahl a spol.). O deset let později se do lezeckých aktivit zapojila i skupina horolezců kolem Rudolfa Kauschky. V roce 1922 byla zdolána drážďanskými lezci obtížně dostupná věž Samotář, původně pojmenovaná Miladaspitze. Ve třicátých letech 20. století zde pravidelně lezli liberečtí Němci ale i Češi z Železného Brodu a členové pražského odboru Klubu alpistů. Až na výjimky (Jižní traverz na Střední věži, Normální cesta na Samotáři) se informace o výstupech z tohoto období nedochovaly. I během II. světové války se čile lezlo, jak o tom svědčí množství prvovýstupů autorů jako F. Kutta, J. Malík, J. Mašek, R. Schneberger, K. Glückselig, V. Baron, O. Horský. Až do roku 1968 se i přes určité spory tolerovalo používání skob k postupu (na rozdíl od jiných českých pískovcových terénů). Další vlna nových cest vzniká až v šedesátých letech 20. století. Hlavním tahounem dění na „Suškách“ byl od roku 1962 V. Tůma, rodák z Frýdštejna, který s různými spolulezci vytvořil desítky pěkných logických a dnes již klasických cest. Ty byly v osmdesátých a devadesátých letech doplněny sportovnějšími směry z díly P. Slaniny, S. Šilhána, J. Rakoncaje, P. Hejtmánka, T. Čady, P. Roubíčka a mnoha dalších. Později (s vyčerpáváním volných směrů) se zájem sportovních lezců přesouvá na blízký Panteon.